# 第113步兵師 (德國國防軍)
第113步兵師（德語：113. Infanterie-Division）是納粹德國國防軍陸軍的一個步兵師。該師於1940年12月在格拉芬沃尔組建。
該師組建後，首次作戰為參與1941年6月的巴巴羅薩行動。除了於1941年11月至12月在塞爾維亞與南斯拉夫遊擊隊作戰外，該師大部份時間在東線作戰。
該師於1943年2月斯大林格勒战役被殲，同年3月重建，7月調回東線繼續作戰。
該師最後於1943年11月解散，其殘部歸入其他部隊。

## 註腳
1. ↑  Mitcham（2007年）